# Élection présidentielle brésilienne de 1998
L'élection présidentielle brésilienne de 1998 est un scrutin à suffrage universel direct visant à élire le président de la république fédérative du Brésil, ainsi que le vice-président, pour un mandat de quatre ans. Elle fait partie des élections générales brésiliennes de 1998, visant à élire le président et le vice-président du Brésil, gouverneurs des États et membres de la Chambre des députés, et ne s'est déroulée qu'en un seul tour, le 4 octobre.
Il s'agissait de la troisième élection générale tenue après la promulgation de la Constitution de 1988, et c'était aussi la troisième fois que les Brésiliens votaient directement pour le Président depuis la fin de la dictature militaire. Peu avant la tenue de ces élections, le gouvernement fédéral a pu approuver au Congrès national un projet de loi d'amendement constitutionnel permettant la réélection de membres du pouvoir exécutif. La constitutionnalité du projet de loi a fait l'objet de nombreuses discussions, et la presse a dénoncé que certains parlementaires avaient été soudoyés pour voter en faveur de l'approbation du projet de loi.
Au-delà des controverses, le président Fernando Henrique Cardoso, soutenu par une coalition comprenant les trois principaux partis de l'époque - le Front libéral, Mouvement démocratique brésilien (qui lui ont offert leur soutien informel) et son propre Parti social-démocrate  - a pu être réélu au premier tour après avoir obtenu 53 % des voix. Sa marge sur le candidat du Parti des travailleurs (Luiz Inácio Lula da Silva) était de 21,3%, ce qui lui a donné une deuxième victoire écrasante. Lula da Silva a obtenu près de 32 % des voix. Ciro Gomes, alors membre du Parti populaire socialiste, arrive en troisième position avec près de 11 % des voix.

## Contexte historique
Fernando Henrique Cardoso (connu sous le nom de FHC) avait été intronisé président le 1er janvier 1995, après avoir battu au premier tour Luiz Inácio Lula da Silva, son principal rival à l'élection présidentielle de 1994, par un écart de près de 30 millions de voix. FHC avait fondé sa première campagne présidentielle sur le nouveau Plan Real et la promesse de stabilisation économique du Brésil. En fait, le plan a eu un effet positif au cours des premières années de son administration, puisqu'il a permis de contenir les taux d'inflation exorbitants, de stabiliser le taux de change et d'accroître le pouvoir d'achat de la population brésilienne sans chocs ni gel des prix.
Le tout premier jour de son mandat, le traité d'Asunción était entré en vigueur. Signé par Fernando Collor de Mello, il prévoyait la mise en place du Mercosur, une zone de libre-échange entre le Brésil, l'Argentine, l'Uruguay et le Paraguay. De plus, la première administration de FHC a été marquée par des réformes politiques et économiques, telles que la fin des monopoles d'État dans le pétrole et les télécommunications, la réforme des plans de sécurité sociale et le changement dans le concept de "société nationale". Bien qu'approuvées par le Congrès, les réformes adoptées par le gouvernement fédéral se heurtent à une forte résistance de l'opposition, notamment du Parti des travailleurs, qui critique vivement la privatisation d'entreprises comme Vale do Rio Doce et l'amendement constitutionnel qui permet la réélection des titulaires de postes au sein du pouvoir exécutif. Par conséquent, Peter Mandelson, un proche collaborateur de Tony Blair, alors Premier ministre britannique et chef du Parti travailliste, a déclaré que les propositions du Parti ouvrier représentaient "un socialisme démodé et dépassé".
Malgré ses victoires politiques, le gouvernement a dû imposer des mesures pour calmer la demande intérieure et aider la balance commerciale, ce qui a fini par accroître le chômage, en plus de premiers signes de récession. D'autres domaines, comme la santé, l'éducation et la réforme agraire, ont également connu des crises majeures. Le violent conflit dans les campagnes a atteint son paroxysme avec le massacre de Eldorado dos Carajás. Ainsi, la campagne de réélection de FHC reposait sur l'idée que la continuité de son gouvernement était essentielle pour que la stabilisation atteigne d'autres domaines que l'économie, comme la santé, l'agriculture, l'emploi, l'éducation et la sécurité publique.

## Résultats
| Candidat | Candidat                  | Colistier                 | Parti | Premier tour | Premier tour |
| Candidat | Candidat                  | Colistier                 | Parti | Voix         | %            |
| -------- | ------------------------- | ------------------------- | ----- | ------------ | ------------ |
|          | Fernando Henrique Cardoso | Marco Maciel (PFL)        | PSDB  | 35 936 540   | 53,06        |
|          | Luiz Inácio Lula da Silva | Leonel Brizola (PDT)      | PT    | 21 475 218   | 31,71        |
|          | Ciro Gomes                | Roberto Freire            | PPS   | 7 426 190    | 10,97        |
|          | Enéas Carneiro            | Irapuan Teixeira          | PRONA | 1 447 090    | 2,14         |
|          | Ivan Frota                | João Ferreira da Silva    | PMN   | 251 337      | 0,37         |
|          | Alfredo Sirkis            | Carla Miranda Rabello     | PV    | 212 984      | 0,31         |
|          | José Maria d'Almeida      | José Galvãou de Lima      | PSTU  | 202 659      | 0,30         |
|          | João de Deus              | Nanci Pilar               | PTdoB | 198 916      | 0,29         |
|          | José Maria Eymael         | Josmar Alderete           | PSDC  | 171 831      | 0,25         |
|          | Thereza Ruiz              | Eduardo Gomes             | PTN   | 166 138      | 0,25         |
|          | Sergio Bueno              | Ronald Azaro              | PSC   | 124 659      | 0,18         |
|          | Basque Azevedo Net        | Alexandre José dos Santos | PSN   | 109 003      | 0,16         |

## Sources
1. ↑  MACHADO, Ivan. "Inconstitucionalidade da emenda da reeleição". Jus Navigandi. Teresina, No 21, Nov. 1997. Accessed December 2, 2010.
2. ↑  RODRIGUES, Fernando. ["Deputado diz que vendeu seu voto a favor da reeleição por R$ 200 mil"]. Folha de S.Paulo. May 13, 1997. Accessed December 2, 2010.
3. 1 2 3 4 5 6 7 8 9  MASON, Anthony. Memórias do Século XX - Vol. 6: Tempos Modernos, 1970-1999. Translated and adapted by Maria Clara de Mello Motta. Rio de Janeiro: Reader's Digest, 2004.  (ISBN 85-7645-016-X)
4. ↑  « Mandelson under fire in Brazil », BBC News,‎ 23 juillet 1998 (lire en ligne, consulté le 1er novembre 2010)

- (es) Cet article est partiellement ou en totalité issu de l’article de Wikipédia en espagnol intitulé « Elecciones presidenciales de Brasil de 1998 » (voir la liste des auteurs).

- (en) Cet article est partiellement ou en totalité issu de l’article de Wikipédia en anglais intitulé « Brazilian general election, 1998 » (voir la liste des auteurs).